# ليف جاي سفيردروب
ليف جاي سفيردروب (بالإنجليزية: Leif J. Sverdrup)‏ هو مهندس مدني ومهندس أمريكي، ولد في 11 يناير 1898 في Solund ‏ في النرويج، وتوفي في 2 يناير 1976 في سانت لويس في الولايات المتحدة.